# Терещенко, Иван Николаевич
Иван Николаевич Тере́щенко (русс. дореф.: Иванъ Николовичъ Терещенко; 10 сентября 1854, Глухов, Черниговская губерния — 11 февраля 1903, Канны) — гласный Киевской городской думы, меценат, коллекционер, владелец сахарорафинадных заводов, крупный землевладелец. 
Терещенко получил широкое признание как меценат за поддержку руководителя Киевской рисовальной школы Н. И. Мурашко, следовавшего принципам передвижников.

## Биография
Старший сын крупного сахарозаводчика и землевладельца Николы Артемьевича Терещенко и жены его Пелагеи Георгиевны.
Вместе с младшим братом Александром учился в частной гимназии Креймана в Москве, по окончании которой поступил в университет св. Владимира, который окончил со степенью кандидата права. Затем некоторое время служил корнетом в лейб-гвардии Гродненском гусарском полку. Иван посватался к дочери командира полка красавице Елизавете Саранчовой. Однако её отец пообещал, что позволит сыграть свадьбу только после того, как выпадет снег. Иван засыпал улицу, ведущую к дому невесты сахаром. Отцу Ивана такая выходка не понравилась и в апреле 1880 года Иван по настоянию отца вышел в отставку и отправился в Европу, собирать произведения искусства.
Терещенко посвятил коллекционированию произведений искусства и меценатству всю свою дальнейшую жизнь. Иван стал известным на всю Российскую империю коллекционером живописи. Терещенко часто конкурировал с Павлом Третьяковым, который говорил о нём: «Если Терещенко увидит что-то в небе, то будет торговаться до слез — и все же купит!»
Ещё в мае 1876 года к Ивану Николовичу впервые обратился глуховский учитель рисования — Николай Мурашко. Мурашко просил денег на его частную Рисовальную школу, основанную год назад. Терещенко в течение почти 25 лет содержал школу Мурашко.
19 января 1903 года в Киеве умер отец Ивана, но он не смог проводить отца в последний путь, так как уже несколько лет болел туберкулезом и был вынужден жить на юге Франции. 11 февраля 1903 года Иван Николович умер на своей вилле «Марипоза» в Каннах.

## Семья
Был женат на дочери генерал-лейтенанта Елизавете Михайловне Саранчовой (1860—1923). Их дети:
- Михаил (1886—1956), предприниматель, банкир, министр Временного правительства.
- Никола (1894—1928), был женат на Александре Николаевне, дочери герцога Н. Н. Лейхтенбергского. В эмиграции во Франции. Умер в Ницце.
- Пелагея (1884—1971), замужем за Михаилом Петровичем Дембно-Чайковским (1891—1968). В эмиграции во Франции.
- Елизавета (1888—1949), замужем за Александром Ивановичем Саранчовым (1894—1946). Умерла в Лондоне.
- Дарья (1903-?) замужем за Андреем (дети Анна, Федор, Мария, Василий)